# トーマス・S・ゲイツ (ミサイル巡洋艦)
トーマス・S・ゲイツ(USS Thomas S. Gates, CG-51)は、アメリカ海軍のミサイル巡洋艦。タイコンデロガ級ミサイル巡洋艦の5番艦。艦名はアイゼンハワー政権で国防長官を務めたトーマス・S・ゲイツに因む。Mk.26 GMLSを搭載した最後のタイコンデロガ級であり、次の6番艦「バンカー・ヒル」からは新開発されたMk.41 VLS（垂直発射装置）が搭載された。
本艦は当初1986年5月に竣工予定であったが、バス鉄工所が始めて建造するイージス巡洋艦だったこともあり、建造工程が大幅に遅延した。
ハリケーン・カトリーナのため艦の最終配備は切り上げられた。乗組員は家族や知己の世話をする許可を与えられた。
2006年3月に計画された退役を早め、2005年12月14日に艦は退役した。